# Viminacium
Viminacium (VIMINACIVM), astăzi lângă Kostolac sau Caștelu,  era, sub Imperiul Roman, unul dintre cele mai importante orașe ale provinciei Moesia și capitală a provinciei Moesiei Superior. Viminacium servea de tabără de bază a Legiunii VII Claudia și a adăpostit, un timp, Legiunea IV Flavia Felix. 
Orașul a fost distrus de Bleda, rege al hunilor, în 440.
Datorită importanței sale, Viminacium a fost inclus în lista Monumentelor culturale de importanță excepțională și în lista Siturilor arheologice de importanță excepțională din Republica Serbia.. 
Actuala localitate sârbă Kostolac, în română Caștelu, situată pe malurile Dunării, este situată în apropierea locului unde se afla vechiul oraș Viminacium.

## Istorie
Orașul Viminacium a fost construit în secolul I, pe malurile râului Mlava, la confluența acestuia cu Dunărea. A devenit garnizoană a Legiunii a VII-a Claudia.
Împăratul Traian a folosit cetatea drept cartier general în timpul războaielor dacice.  Sub domnia împăratului Hadrianus, în 117, orașul a primit titlul de municipium,  iar la mijlocul secolului al II-lea, a devenit capitală a Moesiei superioare (Moesia Superior), găzduind procuratorul provinciei.
De la începutul secolului al III-lea, sub domnia lui Septimius Severus, orașul a cunoscut o mare prosperitate economică. Sub împăratul Gordian al III-lea, a obținut dreptul să bată monedă.
În iulie 285, nu departe de Vimanicium, a avut loc Bătălia de la Margus (pe Morava). Desemnat ca împărat de către soldații săi, la moartea lui Numerian, Dioclețian l-a înfruntat aici pe împăratul Carinus care și-a pierdut aici viața. Această victorie i-a permis lui Dioclețian să ia puterea asupra Imperiului Roman.
În 440 și 441, regele hunilor, Bleda, a pornit campania împotriva Imperiului Roman de Răsărit, în Pannonia Secunda. A ocupat, mai întâi, Castra Constantia, unde a capturat negocianții romani, ceea ce a provocat războiul. În toamnă, armata sa a trecut Dunărea la Viminacium (Kostolac); în trecere, hunii au distrus orașul. Au mers apoi spre vest pentru a ocupa Margus (Požarevac), apoi au ocupat Singidunum (Belgrad) și i-au dus pe locuitorii acestuia în captivitate.
În secolul al V-lea, Viminacium a fost repopulat de ostrogoți, dar orașul a vegetat.
În secolul al VI-lea, împăratul Iustinian a reconstruit tabăra militară, însă orașul nu și-a mai găsit bogăția de altădată.

## Situl astăzi
Săpăturile arheologice au adus la lumină un important complex urban, format din străzi largi, vile luxoase, băi publice și un amfiteatru. Acest complex a fost recent deschis publicului.

## Galerie de imagini

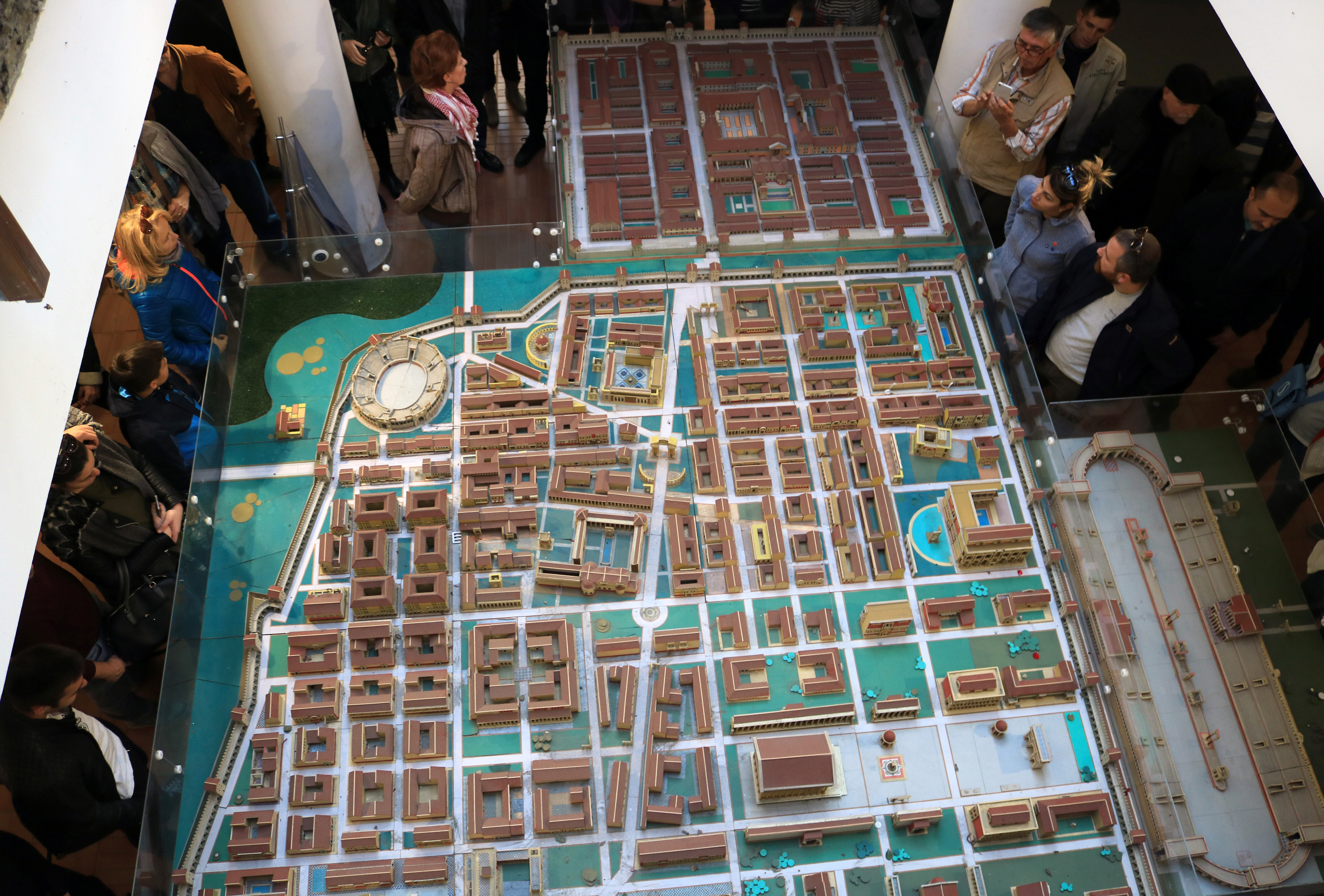
Reconstituire
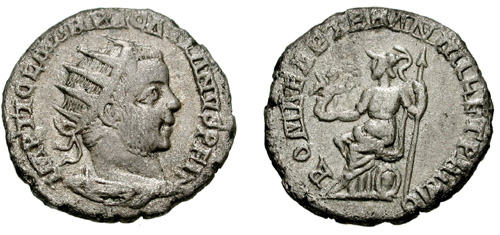
Antoninianus emis de Pacatianus la Viminacium, cu prilejul împlinii a 1001 ani de la Fondarea Romei / Ab urbe condita
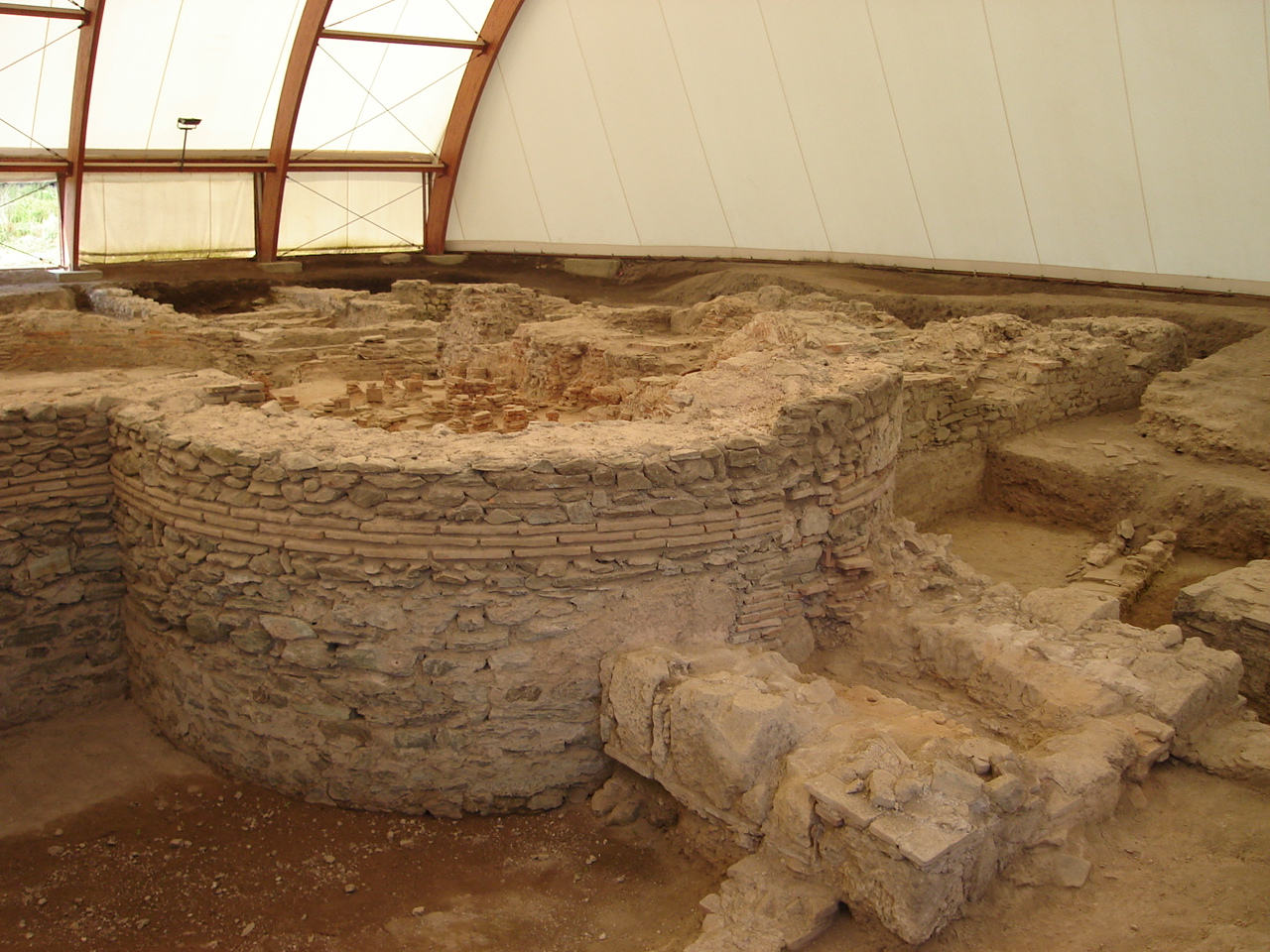
Ruine la Viminacium
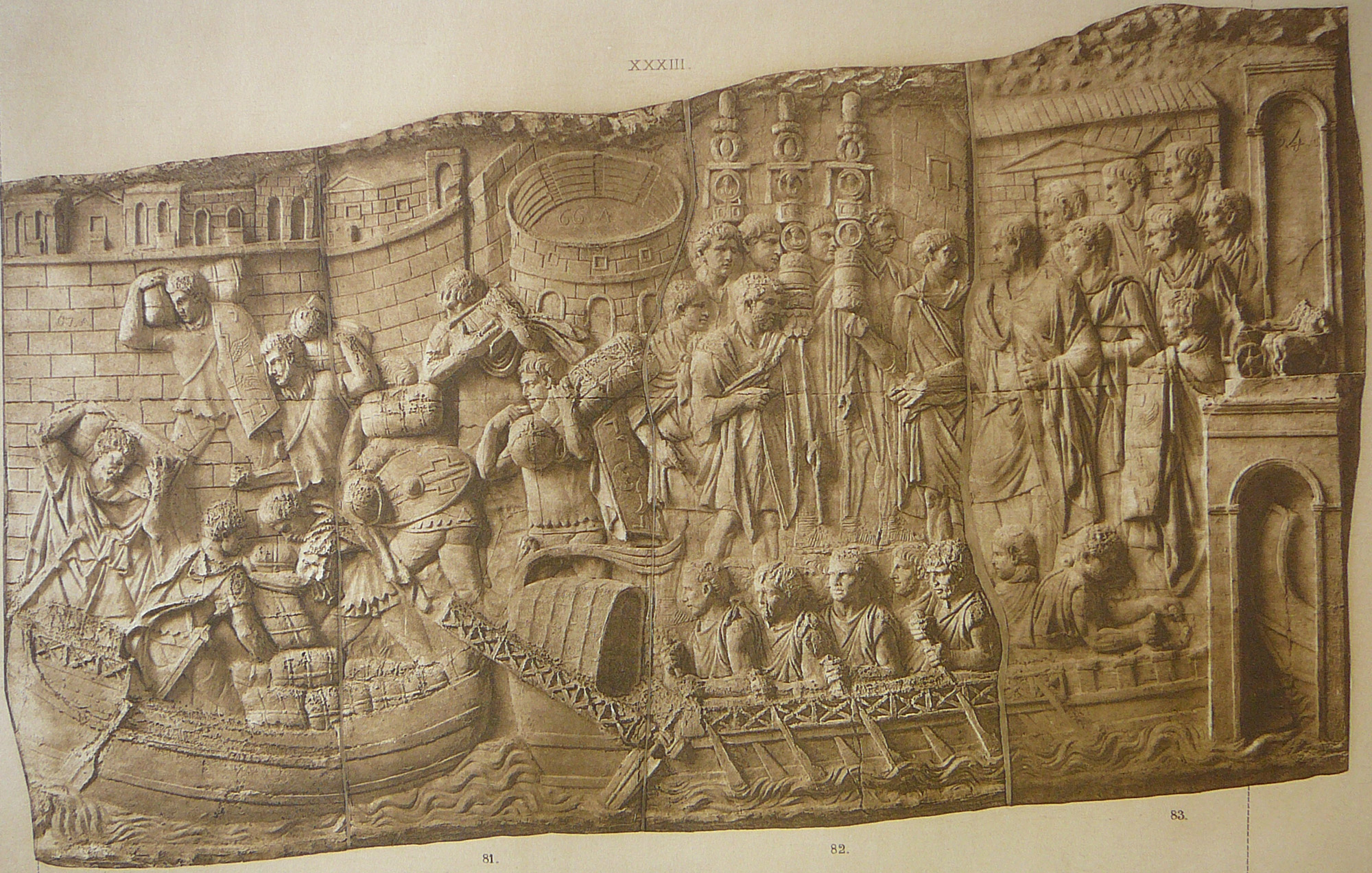
Scena a XXV-a, de pe Columna lui Traian, reprezintă cartierul general al împăratului Traian, la Viminacium
Imperiul Roman în anul 125
Viminacium, în Moesia Superior